# كين تشو
كين تشو (بالصينية: 朱鼎健) هو شخصية أعمال صيني، ولد في 1974 في هونغ كونغ في الصين.